# Murilo Benício
Murilo Benício Ribeiro (Niterói, 13 luglio 1971) è un attore brasiliano.

## Biografia
Si è fatto conoscere per la prima volta nella telenovela Fera Ferida; in seguito ha lavorato in produzioni televisive di successo quali O clone, Chocolate com pimenta, América, A Favorita, Avenida Brasil.
Al cinema è noto per essere stato protagonista di Per incanto o per delizia con Penélope Cruz.

## Vita privata
Ha generato un figlio maschio con Alessandra Negrini e un altro con Giovanna Antonelli.